# اشپرشتدت
اشپرشتدت (به آلمانی: Esperstedt) یک منطقهٔ مسکونی در آلمان است که در Obhausen واقع شده‌است. اشپرشتدت  ۶۷۵ نفر جمعیت دارد.